# Georg Ernst Waldau

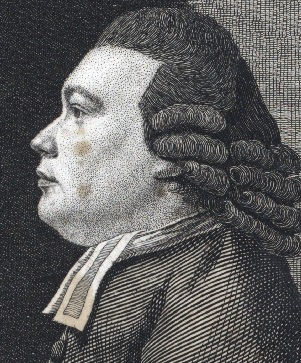
Georg Ernst Waldau

Georg Ernst Waldau (* 25. März 1745 in Nürnberg; † 27. April 1817 ebenda) war ein deutscher evangelischer Theologe und Kirchenhistoriker.

## Leben
Der Sohn des Torschreibers Jacob Waldau und dessen Frau Elisabeth Schwabe hatte ab 1754 bis 1762 an der St. Sebaldschule seiner Geburtsstadt seine erste wissenschaftliche Bildung erhalten. Um Theologie und Literaturgeschichte zu studieren, bezog er 1763 die Universität Altdorf, wo er die Vorlesungen bei  Georg Andreas Will, Michael Adelbulner, Johann Andreas Michael Nagel und Johann Augustin Dietelmair (1717–1785) besuchte. 1766 an die Universität Leipzig gewechselt, setzte er seine Ausbildung bei Johann August Ernesti, Johann August Dathe, Christian Fürchtegott Gellert, Johann Matthias Schröckh, Johann Heinrich Winckler und Christian August Clodius fort. Zudem fand er Gelegenheit, Ausflüge an die Universität Halle, die Universität Jena, die Universität Wittenberg zu unternehmen und verschiedene Orte wie Freiberg, Gera, Naumburg und Merseburg zu besichtigen.
1767 ging er nach Nürnberg zurück, wo er eine Hofmeisterstelle übernahm und im folgenden Jahr das Vikariat und die Feiertagspredigerstelle an der St. Clarakirche erhielt. Seit dem 5. Oktober 1772 war er mit Anna Dorothea († 1788), der Tochter des Schöppenamtschreibers in Nürnberg Johann Erhart Kranz, verheiratet und bekleidete die Stelle eines Krankenpredigers im Hospital zum Heiligen Geist. 1777 hatte ihn der Pegnesische Blumenorden unter dem Namen Sylvander III. als Mitglied aufgenommen. 1791 wurde er Antistes (Vorsteher) der St. Aegidienkirche und zugleich Inspektor des dazugehörigen Gymnasiums. Am 20. April 1789 verheiratete er sich nach dem Tod seiner ersten Frau mit Maria Catharina Kiesling (geb. Mayer). Im selben Jahr wurde er Gymnasialprofessor der Kirchen- und Gelehrtengeschichte, welches Lehramt er mit der Rede de libertate religiosa Christianorum saeculi III et IV. antrat. 1795 wurde er Prediger an der St. Lorenzkirche, Antistes des gesamten Nürnberger Ministeriums (Geistlichkeit) und Stadtbibliothekar. Seit dieser Zeit bis zu seinem Lebensende widmete sich Waldau als Dozent, Prediger und Schriftsteller einer fast ununterbrochen literarischen Tätigkeit.

## Wirken
Zu seinen Lieblingsstudien gehörte neben der Geschichte seiner Vaterstadt Nürnberg, auf deren Verfassung und Genealogie sich mehrere seiner Schriften bezogen, besonders die deutsche Kirchen- und Reformationsgeschichte. Schätzbare Beiträge lieferte er in einzelnen Biographien Thomas Murners (1776), dessen Schelmenzunft er 1788 mit Erläuterungen herausgab, Hieronymus Emsers (1783), Johannes Albrecht von Widmannstadts (1796) und anderen Gelehrten. Hierher gehören auch sein 1790 herausgegebener Beitrag zur Geschichte des Bauernkriegs in Franken und die in 1791 bis 1794 erschienenen Materialien zur Geschichte des Bauernkriegs in Hessen, Thüringen u. s. w. Seine Geschichte der Protestanten in Oesterreich. Steyermark, Kärnthen und Krain führte er in zwei Bänden vom Jahr 1520 bis zum Jahr 1784 fort. Für die theologische Literaturgeschichte sorgte er durch die in 1796 bis 1797 erschienenen drei Stücke seines Repertoriums von seltenen Büchern und Schriften, nachdem er bereits 1783 eine ähnliche Sammlung in 26 Stücken herausgegeben hatte.
Den praktischen Teil der Theologie, besonders die Aszetik, berücksichtigte Waldau 1778 in seinen Andachten für Leidende, Kranke und Sterbende, in einer gleichzeitig herausgegebenen zwiefachen Sammlung geistlicher Lieder für die häusliche Andacht, in einem Andachtsbuch bei der Beichte und Communion, welches Johann Christoph Döderlein 1779 mit einer Vorrede begleitete, und in mehreren, teils einzelnen, teils zusammen gedruckten Predigten erschien. Heilsame Betrachtungen über die wichtigsten Glaubens- und Sittenlehren des Christentums enthielten die 1781 herausgegebenen zwei Teile seines christlichen Tagebuchs. Die ungeheuchelte Frömmigkeit, welche sich in seinem Leben und Wirken kund gab, wies ihm besonders in den Schönheiten der Natur überall die Spuren der göttlichen Vorsehung. Noch 1808 suchte er in einem Jahrgang christlicher Predigten über das, was nach dem Tode für uns seyn wird, zweifelnden Gemütern den Glauben an eine Auferstehung und das Ewige Leben zu stärken.

## Werke
- Observatiuncularum litterariarum Hexas. Altdorf 1766
- Diss. exegetica ad Apoc. 3, 7. Leipzig 1767
- Gellerts wahre Größe. Leipzig 1770 (Online)
- Usus versionis Alexandrinae in  interpretatione Novi Testamenti. Altdorf 1770
- Randglossen zur moralischen und kritischen Anatomie der Schriften auf Gellert's Tod. Leipzig 1771
- Gedanken über Coloss. 1. 19. Nürnberg 1773
- Nachricht von Thomas Murner's Leben und Schriften; ein Beitrag zur Reformationsgeschichte. Nürnberg 1775 (Online)
- Gedanken über Ps. 90, 14. Nürnberg 1775
- Für die Erstlinge am Tische Jesu. Nürnberg 1776
- Sammlung geistlicher Lieber für die häusliche Andacht. 1. Teil. Nürnberg 1778
- Der Christ im Ungewitter. Nürnberg 1778
- Andachten für Leidende, Kranke und Sterbende. Nürnberg 1778, 2 Teile
- Vergleichung, des Glücks der Gerechten mit dem Glücke der Gottlosen; eine Bußpredigt über Sprüche Salom. 12. 2. 3. Nürnberg 1778
- Zweite Sammlung geistlicher Lieder für die häusliche Andacht. Nürnberg 1779
- Repertorium von guten Casualpredigten und Reden. Nürnberg 1779-1785. 12 Bde
- Andachtsbuch bei der Beichte und Communion mit D. Döderlein's Vorrede. Nürnberg 1779, 1781
- Verzeichnisse und Lebensbeschreibungen der Nürnbergischen Geistlichen in der Stadt und auf dem Lande. Nürnberg 1779-1780. 2 Bde.; 1. Bd. (Online) 2. Bd. (Online)
- Sammlung vorzüglicher Predigten über alle Sonn-, Fest- und Feiertagsevangelien. Nürnberg 1779 -1780. 2 Bde., 1. Bd. (Online)
- Almanach für Freunde der theologischen Lectüre auf d. J. 1780 - 1783. Nürnberg 1780-1783, 3 Jahrgänge
- Feiertagspredigten von G. E. Waldau und D. Junge. Nürnberg 1780
- Empfindungen des Christen bei der Aussicht auf eine gesegnete Erndte; eine Predigt am 7ten Sonntage nach Trinit. Nürnberg 1780
- Biblischer Almanach zum täglichen Gebrauch für Kinder. Nürnberg 1781
- Geistliche noch ungedruckte Lieder. Nürnberg 1781
- Christliches Tagebuch, oder Betrachtungen über die wichtigsten Glaubens- und Sittenlehren der christlichen Religion auf jeden Tag im Jahr; nebst Predigten auf alle Fest - und Sonntage. Nürnberg 1781, 2 Teile
- Gedächtnißpredigt auf die Kaiserin Maria Theresia. Nürnberg 1781
- Ostergeschenk für Kinder. Nürnberg 1782
- Joseph II. und Luther. Nürnberg 1782 (Online)
- Alle römische Päpste, ihre Regierungsjahre und denkwürdigsten Handlungen bis auf die jetzigen Zeiten. Nürnberg 1782
- Wöchentliche Unterhaltungen zum Nutzen und Vergnügen. Nürnberg 1782-1783. 2 Jahrgänge
- Ueber die Liebe und Ehe; ein Lehrgedicht. Altenburg 1783, (Online)
- Die Auferstehung Jesu und ihre seligen Folgen; ein Osteroratorium. Nürnberg 1733
- Neueste theologische Literatur vom J. 1783. Nürnberg 1783. 26 Stücke
- Sonntagsblatt für Freunde der Religion. Nürnberg 1783
- Nachricht von Hieronymus Emser's Leben und Schriften! ein Beitrag zur Reformations- und Literaturgeschichte. Ansbach 1783 (Online)
- Kirchengeschichte der evangelisch - reformirten Gemeinde in Nürnberg; mit Beilagen. Nürnberg 1783 (Online)
- Trauordnung der heutigen Christen im Morgenlande. Nürnberg 1783
- Geschichte der Protestanten in Oesterreich, Steyermark, Kärnthen und Krain von 1520 bis auf die neueste Zeit. Ansbach 1784. 2 Bde.
- Erbauungen aus der Geschichte der Erweckung des Lazarus zu Bethanien. Halle 1784
- Joachimi Camerarii de vita Hieronymi Baumgärtneri, Reip. Norimb. Triumviri, ecclesiarumque Ephori primi, narratio, edidit notisque illustravit. Nürnberg 1785
- Fünffache Morgen- und Abendgebete auf alle Tage der Woche; nebst einigen Andachten für Kranke und Sterbende. Nürnberg 1785, 1787, 1801
- Naturbetrachtungen zur Verbesserung christlicher Religionsgesinnungen, in Predigten auf alle Sonn - und Festtage herausgegeben. Nürnberg 1785. 2. Bde., 1. Bd. (Online)
- Neues Magazin vorzüglicher Predigten, welche bei besondern Vorfällen von noch lebenden berühmten Gottesgelehrten sind gehalten worden, und jetzt gröstentheils zum erstenmal im Druck erscheinen. Nürnberg 1786-1791. 8. Bde. (Auch unter dem Titel: Repertorium von guten Casualpredigten und Reden. 13. bis 20. Band)
- Vermischte Beiträge zur Geschichte der Stadt Nürnberg. Nürnberg 1786-1789. 4 Bde. oder 32 Hefte, 2. Bd. (Online)
- A. Ernesti Anmerkungen über die Bücher des Neuen Testaments. Leipzig und Quedlinburg 1786
- Sieben Predigten über die Lehre von den guten Engeln. Nürnberg 1786
- Moralische Hauptsätze aus den gewöhnlichen Evangelien zum Behuf für Prediger. 1. Lieferung. Halle 1786
- Leben Anton Koburger's, eines der ersten und berühmtesten Buchdrucker in Nürnberg, nebst einem Verzeichniß aller von ihm gedruckten Schriften. Dresden und Leipzig 1786 (Online)
- Ueber das Beichtwesen, besonders in Nürnberg. Nürnberg 1786
- Nürnbergisches Zion, oder Nachricht von allen Nürnbergischen Kirchen, Capellen, Klöstern und lateinischen Schulen, in und außer der Stadt, und deren bediensteten Personen, verbessert und bis auf unsre Zeiten fortgesetzt. Nürnberg 1787 (Online)
- Die Senatoren der Reichsstadt Nürnberg, welche 50 Jahre die Rathswürde bekleidet haben. Nürnberg 1787 (Mit L. Kaufmann herausgegeben.)
- J. G. Biedermann's Geschlechtsregister des Patriciats zu Nürnberg, bis zum J. 1788 fortgesetzt und herausgegeben. Nürnberg 1788, (Online)
- Thomas Murner's Schelmenzunft, auf's neue mit Erläuterrungen herausgegeben. Halle 1788
- Diplomatische Geschichte und ausführliche Beschreibung der Nürnbergischen Landstadt Hersbruck. Nürnberg 1788, Mit Kupfern. (Online)
- Morgen- und Abendgebete auf sechs Wochen. Nürnberg 1788
- Betrachtungen auf jeden Tag im Jahre über die christliche Religion, als die wahre Glückseligkeitslehre. 1. Band, oder  1. bis 4. Quartal. Meißen 1789
- Zur Hausandacht für Beichtende und Communicanten. Nürnberg 1789
- Prolusio historico-litteraria de libro antiquo: Deutsche Theologie. Nürnberg 1789
- Nachricht von Wolfgang Kern, dem ersten Marktsvorsteher und Erbauer des Herrensitzes Kernstein zu Thos. Nürnberg 1789.
- Beitrag zur Geschichte des Bauernkriegs in Franken. Nürnberg 1790 (Online)
- Neue Beiträge zur Geschichte der Stadt Nürnberg. 2 Bde. oder 16 Hefte. Nürnberg 1790-1791, 1. Bd. (Online)
- Rede an die Hospitaliten des neuen Spitals zum heiligen Geist bei Austheilung der von Ihro Kaiserl. Majestät Leopold II. bei allerhöchst Dero Aufenthalt in der Reichsstadt Nürnberg für dieselben allerhuldreichst bestimmten Wohlthat; am Leopoldstage gehalten. Nürnberg 1790
- Anderthalbhundertjähriges Craussesches Jubelfest; d. i. dankbar erneuertes Ehrengedächtniß Frauen Elisabeth, Herrn Conrad Craussen, angesehnen Kauf- und Handelsherrn allhier, nachgel. Wittwe und der von ihr errichteten wohlthäligen Stiftung. Nürnberg 1790
- Zur Hausandacht für Beichtende. Nürnberg 1790
- Christliches Tagebuch, oder Betrachtungen über die Glaubens- und Sittenlehren der christlichen Religion auf jeden Tag im Jahr; nebst Predigten auf alle Fest - und Sonntage. Nürnberg 1791. 2 Teile
- Materialien zur Geschichte des Bauernkriegs in Hessen, Thüringen u. s. w. Chemnitz 1791- 1794. 3 Lieferungen
- Thesaurus bio - et bibliographicus. Praefatus est Johnann Georg  Meusel  . . . 1792
- Gedächtnispredigt auf kaiser Joseph II. Nürnberg 1792
- Neues Repertorium von seltenen Büchern und Schriften. Nürnberg 1795-1797, 3. Stücke
- J. A. v. Widmanstadt, biographisch und bibliographisch dargestellt. Gotha 1796 (Online)
- Rede bei der ersten Jubelfeier der Lorenzer Armenkinder-Schule, am 10. August 1803 öffentlich gehalten von dem Inspektor derselben etc. Mit einigen historischen Anmerkungen. Nürnberg 1803
- Der erste deutsche Kirchen und Ketzeralmanach, mit erläuternden Anmerkungen, als kleiner Beitrag zur Reformationsgeschichte. Nürnberg 1804 (Online)
- Jahrgang christlicher Predigten über das, was nach dem Tode für uns seyn wird. Nürnberg 1808
- Über den heiligen Deokan, dessen Staubgebein in einem Sarge in der Lorenzkirche aufbewahrt. Für Nürnbergs Bürger. Nürnberg 1808
- Commentariolus historico - litterarius et ecclesiasticus de vitis Patrum Norimbergae anno 1478 evulgatis, in quo eorum auctores sirnul ruspantur.  Nürnberg 1813